# Herzberg (Mark)
Herzberg (Mark) är en kommun och ort i Landkreis Ostprignitz-Ruppin i förbundslandet Brandenburg i Tyskland. 
Kommunen ingår i kommunalförbundet Amt Lindow (Mark) tillsammans med kommunerna Lindow (Mark), Rüthnick och Vielitzsee.